# جارفيس سكوت
جارفيس سكوت (بالإنجليزية: Jarvis Scott)‏ هي عداءة سريعة أمريكية، ولدت في 6 أبريل 1947 في واكو في الولايات المتحدة، وتوفيت في 29 سبتمبر 2017.

## وصلات خارجية
- جارفيس سكوت على موقع أوليمبيديا (الإنجليزية)